# Kubok Rossii 1994-1995
La Coppa di Russia 1994-1995 (in russo Кубок России?, Kubok Rossii) è stata la 3ª edizione del principale torneo a eliminazione diretta del calcio russo. Il torneo è iniziato l'8 maggio 1994 ed è terminato il 16 giugno 1995, con la finale giocata allo Stadio Lužniki di Mosca. La Dinamo Mosca ha vinto la coppa, battendo ai rigori il Rotor.

## Formula
La Coppa si dipanava su 9 turni, tutti disputati in gara unica: in caso di parità al termine dei novanta minuti venivano disputati i tempi supplementari; in caso di ulteriore parità venivano effettuati i tiri di rigore.
Le squadre di Vysšaja Liga 1994 entrarono in scena a partire dai sedicesimi.

## Primo turno
Le partite furono disputate tra l'8 e il 9 maggio 1994.
| Squadra 1                  | Risultato       | Squadra 2                          |
| -------------------------- | --------------- | ---------------------------------- |
| Torpedo Izhevsk            | -               | KamAZavtocenter Naberezhnye Chelny |
| Shakhtyor Artyom           | -               | Lokomotiv Ussurijsk                |
| Dinamo Kemerovo            | -               | Chkalovets Novosibirsk             |
| Angara Angarsk             | -               | Selenga                            |
| Gatchina                   | -               | Spartak-Arktikbank Arkhangelsk     |
| Azamat Čeboksary           | -               | Rubin                              |
| Metallurg Stary Oskol      | -               | Saljut Belgorod                    |
| Zavolž'e Ėngel's           | -               | Irgiz Balakovo                     |
| Spartak Kostroma           | 1 – 3           | Tekstilščik Ivanovo                |
| Kranex Ivanovo             | 0 – 1           | Vympel Rybinsk                     |
| Trion-Volga Tver'          | 3 – 0           | Orechovo                           |
| Gornyak Kachkanar          | 2 – 3           | Uralec-TS Nižnij Tagil             |
| Dinamo Perm'               | 4 – 0           | Vjatka Kirov                       |
| Zenit Iževsk               | 1 – 1 (6-5 dcr) | Ėnergija Čajkovskij                |
| Rekord Alexandrov          | 2 – 5           | Spartak Ščëlkovo                   |
| TRASKO                     | 0 – 1           | Torpedo-MKB Mytishchi              |
| Čertanovo                  | 1 – 1 (5-6 dcr) | Mosėnergo                          |
| Elektron Vyatskiye Polyany | 0 – 2           | Gazovik-Gazprom                    |
| Progress Zelenodol'sk      | 1 – 3           | Družba Joškar-Ola                  |
| Iskra Smolensk             | 0 – 1           | CSK VVS Kristall Smolensk          |
| Dinamo Brjansk             | 0 – 0 (4-1 dcr) | Turbostroitel' Kaluga              |
| Avangard Kursk             | 1 – 1 (7-6 dcr) | Orël                               |
| Arsenal Tula               | 1 – 0           | Spartak Rjazan'                    |
| Torpedo Pavlovo            | 3 – 2           | Chimik Dzeržinsk                   |
| Tekstil'ščik Išeevka       | 0 – 0 (4-1 dcr) | Lada Dimitrovgrad                  |
| Politekhnik-92 Barnaul     | 0 – 2           | Dinamo Barnaul                     |
| Metallurg Novokuzneck      | 2 – 0           | Tom' Tomsk                         |
| Dinamo Omsk                | 2 – 0           | Agan Raduzhny                      |
| Shakhtyor Kiselevsk        | 1 – 2           | Torpedo Rubcovsk                   |
| Torpedo Armavir            | 0 – 4           | Kuban'                             |
| Kuban' Slavyansk-na-Kubani | 2 – 1           | Venets Gul'kevitchi                |
| Khimik Belorechensk        | 1 – 0           | Kolos Krasnodar                    |
| Niva Slavyansk             | 1 – 2           | Spartak Anapa                      |
| Metallurg Krasny Sulin     | 0 – 2           | Fakel Voronež                      |
| Šachtër Šachty             | 1 – 2           | Metallurg Lipeck                   |
| Istochnik Rostov-na-Donu   | –               | Torpedo Taganrog                   |
| SKD Samara                 | 2 – 1           | Yudjin Krotovka                    |
| Torpedo Arzamas            | 3 – 0           | Svetotechnika Saransk              |
| Sodovik                    | 0 – 2           | Ėstel' Ufa                         |
| Volga Balakovo             | 1 – 3           | Devon Oktiabr'sky                  |
| Gazovik Orenburg           | 2 – 0           | Metallurg Novotroick               |
| Metiznik Magnitogorsk      | 2 – 4           | Metallurg Magnitogorsk             |
| Dinamo Machačkala          | 1 – 2 (dts)     | Anži                               |
| Argo Kaspiysk              | 5 – 1           | Terek Groznyj                      |
| Iriston Vladikavkaz        | 3 – 0           | Avtozapčast' Baksan                |
| Sakhalin Kholmsk           | 4 – 2 (dts)     | SKA Khabarovsk                     |
| Metallurg Krasnojarsk      | 3 – 0           | Dinamo Yakutsk                     |
| Amur Blagoveščensk         | 0 – 0 (4-2 dcr) | Amur K.N.A.                        |
| Astrateks                  | 2 – 8           | Torpedo Volžskij                   |
| SKA Rostov                 | 2 – 2 (2-4 dcr) | Atommaš Volgodonsk                 |
| Zvezda Gorodišče           | 4 – 1           | Avangard Kamyšin                   |
| Ėnergija Pjatigorsk        | -               | Nart Čerkessk                      |
| Beštau                     | 1 – 2           | Kavkazkabel' Prochladnyj           |
| Saturn                     | 3 – 0           | Viktor-Gigant Voskresensk          |
| Oka Kolomna                | 1 – 2           | Viktor-Avangard Kolomna            |
| Kosmos Dolgoprudnyj        | 2 – 0           | Titan Reutov                       |
| Khimik Uvarovo             | 0 – 2           | Spartak Tambov                     |
| Prometej-Dinamo S.P.       | 0 – 1           | Erzi Petrozavodsk                  |
| Bulat Čerepovec            | 5 – 2           | Dinamo Vologda                     |
| Mašinostroitel' Pskov      | 3 – 4 (dts)     | Lokomotiv S.P.                     |
| Torgmaš Ljubercy           | 2 – 3 (dts)     | Obninsk                            |

## Secondo turno
Tutte le partite furono disputate il 29 maggio 1994.
| Squadra 1                 | Risultato       | Squadra 2                          |
| ------------------------- | --------------- | ---------------------------------- |
| Tekstilščik Ivanovo       | 3 – 1           | Vympel Rybinsk                     |
| Trion-Volga Tver'         | 4 – 2           | Vest Kaliningrad                   |
| Uralec-TS Nižnij Tagil    | 3 – 1           | Sibir' Kurgan                      |
| Dinamo Perm               | 4 – 1           | Zenit Iževsk                       |
| Spartak Ščëlkovo          | 0 – 0 (4-1 dcr) | Torpedo-MKB Mytishchi              |
| Mosėnergo                 | 4 – 1           | Obninsk                            |
| Gazovik-Gazprom           | 2 – 0           | KamAZavtocenter Naberezhnye Chelny |
| Družba Joškar-Ola         | 2 – 1           | Rubin                              |
| CSK VVS Kristall Smolensk | 2 – 0           | Dinamo Brjansk                     |
| Arsenal Tula              | 4 – 0           | Avangard Kursk                     |
| Tekstil'ščik Išeevka      | 4 – 0           | Torpedo Pavlovo                    |
| Zenit Penza               | 1 – 0           | Irgiz Balakovo                     |
| Dinamo Barnaul            | 1 – 0           | Metallurg Novokuzneck              |
| Dinamo Omsk               | 0 – 2           | Irtyš Omsk                         |
| Čkalovec                  | 2 – 1           | Angara Angarsk                     |
| Torpedo Rubcovsk          | 2 – 1           | Zarja Leninsk-Kuzneckij            |
| Kuban'                    | 3 – 2           | Kuban' Slavyansk-na-Kubani         |
| Spartak Anapa             | 2 – 0           | Khimik Belorechensk                |
| Fakel Voronež             | 0 – 1 (dts)     | Saljut Belgorod                    |
| Torpedo Taganrog          | 3 – 1           | Metallurg Lipeck                   |
| SKD Samara                | 0 – 3           | Torpedo Arzamas                    |
| Ėstel' Ufa                | 0 – 2           | Devon Oktiabr'sky                  |
| Gazovik Orenburg          | 0 – 1           | Torpedo Miass                      |
| Anži                      | 3 – 0           | Argo Kaspiysk                      |
| Iriston Vladikavkaz       | 1 – 0           | Spartak Nal'čik                    |
| Sakhalin Kholmsk          | 2 – 1           | Luč Vladivostok                    |
| Metallurg Krasnojarsk     | 0 – 2           | Zvezda Irkutsk                     |
| Amur Blagoveščensk        | 4 – 2           | Lokomotiv Čita                     |
| Torpedo Volžskij          | 2 – 1           | Volgar'-Gazprom                    |
| Atommaš Volgodonsk        | 2 – 0           | Zvezda Gorodišče                   |
| Ėnergija Pjatigorsk       | 3 – 2           | Družba Budënnovsk                  |
| Kavkazkabel' Prochladnyj  | 4 – 1           | Olimp Kislovodsk                   |
| Avangard-Kortėk Kolomna   | 1 – 1 (4-6 dcr) | Saturn                             |
| Spartak Tambov            | -               | Kosmos Dolgoprudnyj                |
| Erzi Petrozavodsk         | 0 – 0 (0-3 dcr) | Gatchina                           |
| Lokomotiv S.P.            | 1 – 0           | Bulat Čerepovec                    |
| Shakhtyor Artyom          | -               | Okean                              |
| Metallurg Magnitogorsk    | -               | Zenit Čeljabinsk                   |

## Terzo turno
Le partite furono disputate tra il 25 e il 27 giugno 1994.
| Squadra 1                 | Risultato       | Squadra 2              |
| ------------------------- | --------------- | ---------------------- |
| Saljut Belgorod           | 1 – 4           | Torpedo Taganrog       |
| Chkalovets Novosibirsk    | 8 – 3           | Torpedo Rubcovsk       |
| Zvezda Irkutsk            | 2 – 1 (dts)     | Amur Blagoveščensk     |
| Zenit Penza               | 0 – 0 (7-6 dcr) | Tekstil'ščik Išeevka   |
| Uralec-TS Nižnij Tagil    | 2 – 1           | Dinamo Perm            |
| Torpedo Volžskij          | 5 – 1           | Atommaš Volgodonsk     |
| Torpedo Miass             | 0 – 1           | Metallurg Magnitogorsk |
| Tekstilščik Ivanovo       | 1 – 2 (dts)     | Trion-Volga Tver'      |
| Spartak Tambov            | 0 – 3           | Saturn                 |
| Spartak Ščelkovo          | 2 – 0           | Mosėnergo              |
| Spartak Anapa             | 3 – 1 (dts)     | Družba Majkop          |
| Sakhalin Kholmsk          | 5 – 2           | Okean                  |
| Kuban'                    | 0 – 1           | Rostsel'maš            |
| CSK VVS Kristall Smolensk | 0 – 1 (dts)     | Arsenal Tula           |
| Kavkazkabel' Prochladnyj  | 5 – 0           | Ėnergija Pjatigorsk    |
| Irtyš Omsk                | -               | Dinamo Barnaul         |
| Gazovik-Gazprom           | -               | Družba Joškar-Ola      |
| Gatchina                  | 2 – 2 (2-4 dcr) | Lokomotiv S.P.         |
| Devon Oktiabr'sky         | 0 – 1           | Torpedo Arzamas        |
| Anži                      | -               | Iriston Vladikavkaz    |

## Quarto turno
Le partite furono disputate tra il 26 e il 27 agosto 1994.
| Squadra 1                | Risultato       | Squadra 2                    |
| ------------------------ | --------------- | ---------------------------- |
| Zvezda Irkutsk           | -               | Sakhalin Kholmsk             |
| Zenit Penza              | 0 – 1           | Sokol Saratov                |
| Uralec-TS Nižnij Tagil   | 4 – 1           | Zvezda Perm'                 |
| Trion-Volga Tver'        | 2 – 0           | Smena Saturn San Pietroburgo |
| Torpedo Volžskij         | 4 – 2           | Torpedo Vladimir             |
| Torpedo Taganrog         | 0 – 2           | Šinnik                       |
| Rostsel'maš              | 6 – 2           | Spartak Anapa                |
| Metallurg Magnitogorsk   | 2 – 4           | Torpedo Arzamas              |
| Lokomotiv S.P.           | 0 – 1           | Zenit San Pietroburgo        |
| Kavkazkabel' Prochladnyj | 2 – 2 (4-3 dcr) | Černomorec Novorossijsk      |
| Gazovik-Gazprom          | 2 – 1           | Neftechimik                  |
| Arsenal Tula             | 1 – 0           | Baltika                      |
| Anži                     | 4 – 0           | Uralan                       |
| Irtyš Omsk               | 1 – 2           | Chkalovets Novosibirsk       |
| Spartak Ščëlkovo         | 3 – 1           | Asmaral                      |
| Saturn                   | 2 – 1           | Techinvest-M Moskovskij      |

## Sedicesimi di finale
Le partite furono disputate tra il 5 e l'8 ottobre 1994. In questo turno entrarono in scena le squadre di Vysšaja Liga 1994 che disputarono il turno in trasferta.
| Squadra 1                | Risultato       | Squadra 2               |
| ------------------------ | --------------- | ----------------------- |
| Zvezda Irkutsk           | 1 – 0 (dts)     | Dinamo-Gazovik          |
| Zenit San Pietroburgo    | 0 – 2           | CSKA Mosca              |
| Uralec-TS Nižnij Tagil   | 0 – 6           | KAMAZ                   |
| Trion-Volga Tver'        | 0 – 3           | Dinamo Mosca            |
| Torpedo Volžskij         | 1 – 2           | Rotor                   |
| Torpedo Arzamas          | 2 – 0           | Lada Togliatti          |
| Spartak Ščëlkovo         | 1 – 2           | Lokomotiv Mosca         |
| Sokol Saratov            | 4 – 0           | Kryl'ja Sovetov Samara  |
| Šinnik                   | 0 – 3           | Tekstil'ščik Kamyšin    |
| Saturn                   | 0 – 1           | Torpedo Mosca           |
| Rostsel'maš              | 2 – 4           | Žemčužina-Soči          |
| Kavkazkabel' Prochladnyj | 2 – 2 (3-4 dcr) | Dinamo Stavropol'       |
| Gazovik-Gazprom          | 3 – 2           | Lokokomtiv Nižnij Novg. |
| Arsenal Tula             | 0 – 1           | Spartak Mosca           |
| Anži                     | 1 – 2           | Spartak Vladikavkaz     |
| Chkalovets Novosibirsk   | 0 – 3           | Uralmaš                 |

## Ottavi di finale
Tutte le partite furono disputate l'11 novembre 1994.
| Squadra 1           | Risultato       | Squadra 2            |
| ------------------- | --------------- | -------------------- |
| Žemčužina-Soči      | 0 – 1           | Uralmaš              |
| Torpedo Mosca       | 1 – 1 (4-2 dcr) | CSKA Mosca           |
| Torpedo Arzamas     | 3 – 0           | Tekstil'ščik Kamyšin |
| Spartak Vladikavkaz | 3 – 0           | Zvezda Irkutsk       |
| Spartak Mosca       | 4 – 3           | Sokol Saratov        |
| Rotor               | 2 – 1 (dts)     | Dinamo Stavropol'    |
| Lokomotiv Mosca     | 2 – 1           | Gazovik-Gazprom      |
| Dinamo Mosca        | 2 – 1           | KAMAZ                |

## Quarti di finale
Tutte le partite furono disputate il 19 aprile 1995.
| Squadra 1       | Risultato       | Squadra 2           |
| --------------- | --------------- | ------------------- |
| Uralmaš         | 0 – 5           | Spartak Mosca       |
| Torpedo Arzamas | 0 – 3           | Spartak Vladikavkaz |
| Rotor           | 0 – 0 (4-3 dcr) | Torpedo Mosca       |
| Lokomotiv Mosca | 2 – 2 (4-5 dcr) | Dinamo Mosca        |

## Semifinali
Le partite furono disputate il 17 maggio 1995.
| Squadra 1           | Risultato       | Squadra 2     |
| ------------------- | --------------- | ------------- |
| Spartak Vladikavkaz | 2 – 2 (2-4 dcr) | Rotor         |
| Dinamo Mosca        | 1 – 0           | Spartak Mosca |

## Finale
| Arbitro: | I. Siner |

|                                                                        |                      |                                                                            |
| Nekrasov Iškinin Samatov Kucenko Jachimovič Bogomolov Safronov Šul'gin | Tiri di rigore 8 – 7 | Veretennikov Bondar' Burlačenko Men'ščikov Тrojnin Nečaj Žunenko Kornіjec' |